# Unbridled
Unbridled ist ein US-amerikanischer Pornospielfilm der Regisseurin Stormy Daniels aus dem Jahr 2017. Er wurde bei den XBIZ Awards 2017 als „Couples-Themed Release of the Year“ ausgezeichnet.

## Handlung
Nachdem Avery Montgomery bei einem Unfall ihr Pferd verloren hatte, gab sie das Reiten auf und zog nach New York City. Ein Jahrzehnt später erfährt sie, dass die Ranch ihrer inzwischen entfremdeten Familie von der Bank versteigert wird, um einen kriminellen Kredit zu decken. Die Montgomerys haben nur eine Chance, die Mittel für die Rettung von Thunder Creek zu beschaffen. Sie müssen die Big Star Horse Trials gewinnen. Allerdings ist Joey, die für das Pferdeturnier vorgesehen war, verletzt und Avery muss die schwere Entscheidung treffen, nach Texas zurückzukehren und sich ihren Dämonen und ihrer alten Flamme und dem ehemaligen Trainer Grant Meyer zu stellen. Erschwert werden die Dinge durch einen Rancher, der bereit ist, alles zu tun, um Thunder Creek in die Hände zu bekommen, und durch Averys Schwester Joey, die ein Geheimnis hat, das alles ruinieren könnte.

## Wissenswertes
- Stormy Daniels ist Regisseurin des Films und spielt gleichzeitig die Hauptrolle.
- Der Film ist ein Spielfilm und enthält daher nur fünf Sex-Szenen, davon zwei mit Stormy Daniels.
- Stormy Daniels selbst ist in den Pferdereitszenen zu sehen.
- Der Film ist Teil der „Wicked-Passions“-Reihe von Wicked Pictures, welche pärchenfreundliche Pornofilme mit Handlung zum Gegenstand hat, siehe bspw. auch die Filme Heart Strings, A Love Story oder It Starts With A Kiss.
- Der Film wurde im US-amerikanischen Kabel-Fernsehen unter dem Titel Sexquestrian gezeigt.

## Auszeichnungen
- 2018: XBIZ Award „Couples-Themed Release of the Year“

## Nominierungen
- 2018: AVN Award – Nominee: Best Drama
- 2018: AVN Award – Nominee: Best Editing
- 2018: AVN Award – Nominee: Best Supporting Actor, Michael Vegas
- 2018: AVN Award – Nominee: Best Art Direction
- 2018: AVN Award – Nominee: Best Marketing Campaign - Individual Project
- 2018: AVN Award – Nominee: Best Director: Feature, Stormy Daniels
- 2018: AVN Award – Nominee: Best Actor, Marcus London
- 2018: AVN Award – Nominee: Best Non-Sex Performance, J. Crew